# Joseph Quinn
Joseph Quinn, né le 26 janvier 1994 à Londres (Royaume-Uni), est un acteur britannique.
En 2022, Quinn acquiert une reconnaissance internationale pour son interprétation d'Eddie Munson, introduit dans la saison 4 de la série Netflix à succès Stranger Things. 
En 2024, il est choisi par Marvel Studios pour interpréter le personnage de Johnny Storm alias la Torche humaine dans l'univers cinématographique Marvel (précédemment interprété par Chris Evans et Michael B. Jordan), à commencer par le film Les Quatre Fantastiques : Premiers pas (2025).

## Biographie

### Carrière
Quinn joue Arthur Havisham dans la série télévisée Dickensian et Leonard Bast, un jeune employé de banque, dans la série Howards End datant de 2017 et composée de quatre épisodes. Toujours en 2017, il apparaît dans la série HBO Game of Thrones dans la saison 7 en tant que Koner, soldat Stark,,. À la fin du mois de mai 2022, Quinn apparaît dans la saison 4 de la célèbre série Netflix Stranger Things en tant qu'Eddie Munson, le leader du « Hellfire Club ».
En novembre 2022, Quinn obtient le rôle principal aux côtés de Lupita Nyong'o dans le prequel de la saga Sans un bruit, dirigé par Michael Sarnoski et dont la sortie est prévue pour mars 2024.
En avril 2023, l'acteur britannique est annoncé dans la suite de Gladiator, film de Ridley Scott au succès commercial et critique mondial sorti en 2000. Intitulée Gladiator 2 et prévue pour 2024, l'intrigue se situe dans la Rome antique, Quinn prenant les traits de l'empereur romain Geta.
En février 2024, Quinn intègre le casting du remake du film de super-héros Les Quatre Fantastiques, annoncé pour juillet 2025, où il jouera le personnage Torche Humaine, l'un des quatre héros de l'histoire. Appartenant à l'univers cinématographique Marvel, le film est le deuxième de la Phase 6.

### Vie privée
Il était en couple de 2024 à avril 2025 avec la chanteuse Doja Cat

## Filmographie

### Cinéma
- 2015 : Instinct de Nathan Hamilton et Henri Leroy-Salta : Dan (court métrage)
- 2017 : KIN de Hélène Middleton : Jamie (court métrage)
- 2018 : Overlord de Julius Avery : Grunauer
- 2018 : The Hoist de Joseph Davies, Henry Leroy-Salta et Callum Woodhouse : Hash  (court métrage)
- 2019 : Make Up de Claire Oakley (en) : Tom
- 2022 : Hoard de Luna Carmoon : Michael
- 2024 : Sans un bruit : jour 1 (A Quiet Place: Day One) de Michael Sarnoski : Eric
- 2024 : Gladiator 2 de Ridley Scott : l'empereur Geta

- 2025 : Warfare de Ray Mendoza et Alex Garland : Sam
- 2025 : Les Quatre Fantastiques : Premiers pas (The Fantastic Four: First Steps) de Matt Shakman : Johnny Storm / la Torche humaine
- 2026 : Avengers: Doomsday de Anthony et Joe Russo : Johnny Storm / la Torche humaine
- 2027 : Avengers: Secret Wars de Anthony et Joe Russo : Johnny Storm / la Torche humaine

### Télévision
- 2011 : Postcode : Tim (série télévisée, 1 épisode)
- 2016 : Dickensian : Arthur Havisham (série télévisée, 19 épisodes)
- 2017 : Game of Thrones : Koner (saison 7, épisode 4 : Les Butins de guerre)
- 2017 : Timewasters (en) : Ralph (série télévisée, 2 épisodes)
- 2017 : Howards End : Leonard Bast (mini-série, 4 épisodes)
- 2018 : Les Misérables (en)  : Enjolras (mini-série, 3 épisodes)
- 2019 : Catherine the Great : l'empereur Paul Ier (mini-série, 4 épisodes)
- 2020 : C.B. Strike : Billy Knight (série télévisée, 4 épisodes)
- 2020 : Small Axe : PC Dixon (mini-série, épisode : Mangrove)
- 2022 : Stranger Things : Eddie Munson (saison 4, 9 épisodes)

## Voix francophones
En France, Jim Redler et Cyril Descours sont les voix françaises récurrentes de l'acteur, le premier le double dans les séries Howards End, C.B. Strike, Stranger Things et le film Warfare tandis que le second dans les films Sans un bruit : jour 1 et Gladiator 2.
L’acteur est également doublé par Aurélien Raynal dans Les Quatre Fantastiques : Premiers pas.